# Alexander Stroganov
Op 21 april 1849 verleende koning Willem III der Nederlanden het Commandeurskruis van de Militaire Willems-Orde aan Alexander Strogonoff, luitenant-generaal in Russische dienst.
De registers van de Militaire Willems-Orde vermelden als geboorte- en sterfjaar respectievelijk 1797 en 1856. Een reden voor de verlening werd niet gegeven.